# Sion, Gers
Sion är en kommun i departementet Gers i regionen Occitanien i sydvästra Frankrike. Kommunen ligger i kantonen Nogaro som tillhör arrondissementet Condom. År 2022 hade Sion 96 invånare.

## Befolkningsutveckling
Antalet invånare i kommunen Sion
Referens:INSEE